# Tư pháp
Theo luật học, cơ quan tư pháp hay hệ thống tư pháp là một hệ thống tòa án nhân danh quyền tối cao hoặc nhà nước để thực thi công lý, một cơ chế để giải quyết các tranh chấp.
Thuật ngữ này cũng được dùng để đề cập đến cả quan tòa ở các cấp, những người thiết lập nền móng cho một bộ máy tư pháp và cả những người trợ giúp cho hệ thống này hoạt động tốt.
Theo chủ thuyết tam quyền phân lập, cơ quan tư pháp là phân nhánh chính của một chính thể, có trách nhiệm chính về việc diễn giải luật.
- Tại những nơi dùng thông luật, án lệ pháp được tạo ra từ các diễn giải luật của tòa án như là kết quả của nguyên tắc stare decisis;
- Tại những nơi dùng dân luật, tòa án sẽ diễn giải luật nhưng, ít nhất theo lý thuyết, không được "tạo ra luật" và, vì vậy, không được ban hành các quyết định bao quát hơn các vụ án thực có thể được xét xử; trong thực tế, luật học đóng vai trò như án lệ pháp.
- Tại những nơi dùng pháp chế xã hội chủ nghĩa, trách nhiệm diễn giải luật thuộc về bộ phận lập pháp.

Những khác biệt này có thể được nhận thấy khi so sánh Ấn Độ, Hoa Kỳ, Pháp và Cộng hòa Nhân dân Trung Hoa:
- Trong nền dân chủ Ấn Độ, tòa án có tiếng nói cuối cùng cho đến khi hiến pháp tự nó được sửa đổi mặc dù một phán quyết của tòa án tối cao vào thập niên 1970 quy định rằng nghị viện không có quyền thay đổi cấu trúc căn bản của hiến pháp Ấn Độ.
- Với Chính phủ Hoa Kỳ, tòa án tối cao là cơ quan có thẩm quyền cuối cùng trong việc diễn giải hiến pháp của liên bang và tất cả các đạo luật, quy định được tạo ra dựa theo nó.
- Ở Pháp, cơ quan có thẩm quyền cuối cùng trong việc diễn giải luật là Conseil d'État (Hội đồng Nhà nước), cho những vụ án hành chính, và Cour de cassation, cho các vụ án dân sự và hình sự.
- Ở Cộng hòa Nhân dân Trung Hoa, cơ quan có thẩm quyền cuối cùng trong việc diễn giải luật là Đại hội Đại biểu Nhân dân toàn quốc.
- Ở những nước khác như Argentina có những hệ thống hỗn hợp gồm các tòa sơ thẩm, tòa phúc thẩm, một tòa cho tội phạm hình sự và một tòa án tối cao. Trong hệ thống này, tòa án tối cao luôn luôn là cơ quan có thẩm quyền cuối cùng nhưng các vụ án hình sự có đến bốn giai đoạn xét xử, nhiều hơn dân luật một giai đoạn.

## Những khác biệt giữa dân luật, pháp chế xã hội chủ nghĩa và thông luật
Trong dân luật và pháp chế xã hội chủ nghĩa, ý tưởng tòa án không diễn giải luật một cách sáng tạo có gốc từ luật La Mã. Người ta nói rằng vị Hoàng đế Byzantine tên Justinian I đã cho soạn ra bộ luật dân sự (Corpus Juris Civilis) và mang các quyết định trước đó của các luật gia đốt bỏ để tạo tính chắc chắn trong luật. Một lần nữa vào thế kỷ 19, các học giả pháp lý Pháp, vào thời điểm phát triển bộ luật Napoléon đã chủ trương một cách tiếp cận tương tự — một khi luật được biên soạn một cách chính xác thì chúng ta không cần phải diễn giải nữa; và nếu phải cần diễn giải thì nên để cho những người biên soạn luật đó làm. Napoléon Bonaparte, người chủ trương cách này, thấy rằng nhiệm vụ diễn giải luật nên để cho cơ quan lập pháp (đã được bầu ra) mà không phải là các thẩm phán (không được bầu ra). Điều này tương phản với bối cảnh tiền cách mạng ở Pháp, nơi mà parlement (một cơ quan chính trị không được bầu ra thời Pháp cũ) bảo vệ lợi ích của giai cấp tư sản trung lưu, vốn thường trì hoãn tuân thủ các quyết định của hoàng gia, bao gồm các cải tổ quan trọng.
Tuy nhiên, ý tưởng này dường như khó thực hiện trên thực tế. Ở Pháp, và những quốc gia bị Napoléon xâm chiếm, hay những nơi chịu ảnh hưởng của Bộ luật Dân sự, các thẩm phán lại giữ một vai trò quan trọng, giống như những người tương nhiệm của họ ở Anh. Trong tài phán dân luật hiện hành, các thẩm phán giải thích luật trong phạm vi như của tài phán thông luật – mặc dù nó có thể được thừa nhận trên lý thuyết một cách khác với truyền thống của thông luật, trong đó có sự thừa nhận một cách trực tiếp thẩm quyền hạn chế của thẩm phán trong việc tạo ra luật. Ví dụ, ở Pháp, jurisprudence constante của Cour de cassation hay Conseil d'État trên thực tế là tương đương với án lệ pháp.
Trên lý thuyết, trong tryền thống dân luật Pháp, một thẩm phán không được tạo ra luật mới, người đó chỉ diễn giải mục đích của "người làm luật". Vai trò của việc diễn giải luật được tiếp cận theo truyền thống là bảo thủ hơn trong tài phán dân luật khi so với điều tương tự trong tài phán thông luật. Khi luật không áp dụng được trong một tình huống cụ thể, những người biên soạn luật mà không phải là thẩm phán sẽ kêu gọi cải tổ luật pháp mặc dầu những học giả pháp lý này đôi lúc có ảnh hưởng tới việc ra quyết định của tòa án. Các thẩm phán dân luật cũng tìm những yếu tố quan trọng không chỉ trong những văn bản luật cụ thể mà còn mối quan hệ của chúng với cấu trúc toàn bộ của luật như là một cấu trúc có tổ chức, phản ánh trật tự trong một xã hội dân sự.
Pháp chế xã hội chủ nghĩa làm theo cách của dân luật, nhưng có thêm vào đó một ý tưởng mới từ chủ nghĩa cộng sản — việc diễn giải luật là có tính rất chính trị và phục vụ cho mục đích của chủ nghĩa cộng sản, và vì vậy không để lại cho các cơ quan phi chính trị (mặc dù trong thực tế, cơ quan tư pháp không có cơ quan trung lập nào ở trên chính trị).